# Peter Rabbit
Peter Rabbit es el protagonista de una serie de libros para niños escritos por Beatrix Potter. Su primera aparición fue en The Tale of Peter Rabbit (El cuento de Perico, el conejo travieso) en 1902.
Como otros conejos, es dibujado de manera realista y visten ropas humanas, destacando su brillante abrigo azul y sus zapatillas. La serie ha vendido más de 151 millones de copias en treinta y cinco idiomas. Los derechos de los personajes los posee Frederick Warne & Co.

## Apariciones
La historia de Peter Rabbit

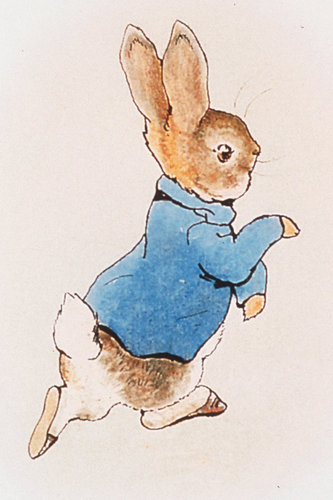
Esta imagen es de los cuentos de Peter Rabbit 1902.

Un día, la señora Rabbit va a la pastelería, dejando a Peter y sus hermanas, Flopsy, Mopsy y Cottontail, jugando en el bosque. Desobedeciendo las órdenes de su madre, Peter se escabulle al jardín del señor McGregor y come tantos vegetales como puede, pero el señor McGregor lo descubre y persigue por todo el lugar. Peter se las arregla para escapar, no sin antes perder la chaqueta y los zapatos, que el señor McGregor utiliza para su nuevo espantapájaros.
La historia de Benjamin Bunny
Su primo Benjamín descubre que el señor y la señora McGregor han dejado su casa sin vigilancia, y arrastra a Peter al jardín para comerse algunas enormes zanahorias, donde las ropas de Peter aún se encuentran (y como resultado de la lluvia de la noche anterior, se han encogido). 
Después de recuperar las ropas de Peter, él y Benjamín roban algunas cebollas para dárselas a la madre de Peter, pero son capturados por el gato del señor McGregor. El padre de Benjamín, el señor Benjamin Bunny, los rescata y posteriormente los reprende por entrar en el jardín del señor McGregor, azotándolos con una vara que siempre lleva consigo. Luego los lleva a casa.
La historia de la señora Tiggy-Winkle
Peter, junto con Benjamin, hace un cameo en esta historia, donde la Señora Tiggy-Winkle remienda, junto con otros artículos, la chaqueta de Peter.
La historia de Ginger y Pickles
En esta historia de los bribones titulares, Peter y su familia, junto con personajes de varias de las historias previas de Potter, hacen apariciones cameo en las ilustraciones.
La historia de los Flopsy Bunnies
En esta historia, Peter es un adulto casado. Ayuda a su primo Benjamin y a su hermana, Flopsy, a rescatar sus niños de un tejón llamado Tommy Brock, que quiere comérselos.
La historia del señor Tod
Los hijos de Benjamín y Flopsy han sido secuestrados por un conocido tejón llamado Tommy Brock. Mientras Flopsy descarga su ira en el señor Bouncer por dejar entrar a Brock, Benjamín y Peter persiguen a Brock, quien se esconde en la casa del señor Tod (un zorro diseñado sobre la base de un personaje similar de La Historia de Jemima Puddle-Duck). 
Cuando el señor Tod encuentra a Brock durmiendo en su cama, coloca una trampa que consiste en un cubo de agua que caerá sobre Brock. Pero Brock se despierta antes y los dos se envuelven en una gran pelea, durante la cual Peter y Benjamín, que han estado observando estos eventos, rescatan a los niños.
Películas
La película mezcla animación por computadora e Imagen real exhibida con tecnología tridimensional. Dirigida por Will Gluck, estrenada el 9 de febrero de 2018. Una secuela, también dirigida por Will Gluck, se estrenó en 2021. Es interpretado con la voz de James Corden.